# BJ Watling
Bradley-John Watling (* 9. Juli 1985 in Durban, Südafrika) ist ein in Südafrika geborener ehemaliger neuseeländischer Cricketspieler. Als Wicket-Keeper-Batsman spielte er zwischen 2009 und 2021 in der neuseeländischen Nationalmannschaft und konnte bei seinem Abschied mit dem Team mit der ICC World Test Championship 2019–2021 den ersten Weltmeisterschaftstitel für das Land gewinnen.

## Kindheit und Ausbildung
Watling wuchs in Durban auf und besuchte dort eine englischsprachige Grundschule. Im Alter von 10 Jahren zog er mit seinen Eltern nach Waikato in Neuseeland. Dort besuchte er die Hamilton Boys’ High School und begann dort das Cricketspiel, wobei er zunächst als Eröffnungs-Schlagmann eingesetzt wurde. In 2004 wurde er für Neuseeland für die U19-Weltmeisterschaft nominiert und kam dort als Eröffnungs-Schlagmann zum Einsatz.

## Zeit als Aktiver

### Vom First-Class-Cricket zur Nationalmannschaft
In der Saison nach der Jugend-Weltmeisterschaft fand er einen Platz bei den Northern Districts und gab dort sein First-Class-Debüt im Plunket Shield. In den ersten beiden spielen wurde er als Wicket-Keeper eingesetzt, bevor er auf die Position des Eröffnungs-Schlagmanns wechselte. Dort konnte er sich etablieren und war in seiner dritten Saison zweitbester Run-Scorer seines Teams. In der Saison 2008/09 konnte er im nationalen One-Day-Wettbewerb 509 Runs bei einem Average von 63,62 erzielen. Daraufhin wurde er im Folgejahr für die Tour Neuseelands gegen Pakistan in den Vereinigten Arabischen Emiraten nominiert. Nachdem er keinen Einsatz im ODI-Team bekommen hatte, wurde er als Wicket-Keeper in den beiden Twenty20s der Tour eingesetzt, wobei er mit 22 Runs im ersten Spiel seine höchste Run-Zahl in internationalen Twenty20s überhaupt erzielte. Daraufhin wurde er für die folgende Test-Serie gegen Pakistan nominiert und konnte bei seinem Debüt mit 60* Runs im zweiten Innings sein erstes Half-Century erzielen. Er hatte in der Saison noch drei weitere Test-Einsätze gegen Bangladesch und Australien, konnte sich dort jedoch zunächst nicht etablieren.
Sein erstes One-Day International absolvierte er bei einem Drei-Nationen-Turnier im August 2010 in Sri Lanka. Bei seinem Debüt erzielte er gegen den Gastgeber mit 55 Runs ein Half-Century. Dies erbrachte ihm zunächst weitere Nominierungen, aber als er zusammen mit der Mannschaft bei der folgenden ODI-Serie in Bangladesch keine gute Form zeigte, wurde er nach nur einem Test in Indien durch Martin Guptill ersetzt.
Es sollte ein Jahr dauern, bis er den Weg zurück ins Team fand. Gegen Simbabwe spielte er zunächst zwei mäßig erfolgreiche ODIs, bevor ihm im einzigen Test 39 Runs im ersten Innings gelangen. Einzig seine Fang-Qualitäten konnten bei der Tour Aufmerksamkeit erregen. Er bekam eine weitere Chance später in der Saison gegen den gleichen Gegner daheim in Neuseeland, als der bisherige Wicket-Keeper Reece Young aus dem Team gestrichen wurde und er mit Kruger van Wyk um den freien Platz kämpfte. Dort konnte er im Test mit 102* Runs in 149 Bällen seinen ersten Test-Century erzielen, wobei er mehrfach knapp dem Ausscheiden entging. Daraufhin kehrte er zunächst ins nationale Cricket zurück, zog sich dort jedoch eine Hüftverletzung zu und wurde zunächst durch Kruger van Wyk ersetzt.

### Etablierung im Nationalteam als Wicket-Keeper
Sein nächster Einsatz folgte im Sommer 2012 in den West Indies, wobei er mit 60 und 72* Runs zwei Half-Centuries in den ODIs erzielen konnte. Auf der folgenden Tour in Sri Lanka konnte er mit 55 und 95* Runs abermals zwei Half-Centuries in den ODIs erzielen. Dies stärkte ihn im Team und nachdem er im zweiten Test der folgenden Tour in Südafrika in beiden Innings 63 Runs erzielen konnte, hatte er sich endgültig im Team als Wicket-Keeper-Batsman etabliert. In den ODIs blieb er jedoch blass und so waren seine Einsätze bei der folgenden Tour in England vorerst seine letzten in dieser Spielart. In den drei Tests der Tour gelang ihm mit 60 Run s im zweiten test ein Half-Century. Auf der Tour in England 2013 verletzte er sich im ersten Test am Knie und musste die Tour abbrechen. Im Oktober 2013 gelangen ihm auf der Tour in Bangladesch im ersten Test mit 103 Runs aus 182 Bällen ein Century und im zweiten Test 70* Runs. Auf der folgenden Tour gegen die West Indies konnte er im zweiten test mit 65 Runs abermals ein Half-Century beisteuern. Die Saison beendete er mit einem Century über 124 Runs in 367 Bällen gegen Indien, als er zusammen mit Brendon McCullum eine Rekord-Partnerschaft im Test-Cricket über 352 Runs für das 6. Wicket erzielte.
Im Sommer 2014 konnte er in den West Indies mit 89 und 66* Runs zwei weitere Half-Centuries erzielen. Auf der Tour gegen Pakistan in den Vereinigten Arabischen Emiraten konnte er nur mäßige Leistungen als Batsman zeigen. Im zweiten Test der folgenden Tour gegen Sri Lanka gelang ihm ein Century über 142* Runs in 333 Bällen, wobei er mit Kane Williamson eine weitere Rekord-Partnerschaft über 365 Runs für das 6. Wicket erzielte und so das Spiel drehte. Im Sommer 2015 in England reichten im ersten Test sein Half-Century nicht das Remis zu retten. Dafür leitete er im zweiten Test mit 120 Runs in 163 Bällen im zweiten Innings den Sieg ein und wurde erstmals als Spieler des Spiels ausgezeichnet.

### Schwierigkeiten als Batsman
In der Saison 2015/16 konnte er in Australien und gegen Sri Lanka zunächst nur wenig beitragen. Als Australien dann nach Neuseeland kam, gelang ihm mit 58 Runs im zweiten test wieder ein Half-Century. Im Sommer 2016 konnte er in Simbabwe wieder ein Century über 107 Runs in 172 Bällen und ein Half-Century über 83* Runs erzielen. Im Herbst 2016/17 spielte er auch wieder ODI-Cricket, konnte aber in Touren nach Indien und gegen Pakistan weder dort noch im Test-Cricket erfolge Erzielen. Erst im März 2017 gelang ihm im ersten Test gegen Südafrika wieder ein Half-Century über 50 Runs.
Im Herbst 2017 musste er auf Grund wieder auftretender Hüftprobleme auf die Tour gegen die West Indies verzichten. Zurück im Team gegen England im Frühjahr 2018 erzielte er mit 85 Runs wieder ein Half-Century im zweiten Test. Zwei weitere (59 und 77* Runs) folgten im Herbst 2018 gegen Pakistan in den Vereinigten Arabischen Emiraten. In der verbliebenen Saison 2018/19 erzielte er nur mäßige Erfolge als Schlagmann.

### Auf dem Weg zum Gewinn der World Test Championship
Dies änderte sich im August 2018 in Sri Lanka. Dort erzielte er im ersten Test 77 Runs und im zweiten ein Century über 105* Runs aus 226 Bällen. Auf der folgenden Tour gegen England drohte sein Team beim ersten Test ins Hintertreffen zu geraten, als es ihm gelang mit 205 Runs aus 473 Bällen ein Double-Century zu erzielen. Damit brachte er Neuseeland in Vorteil und wurde nach dem Sieg als Spieler des Spiels ausgezeichnet. Im zweiten Test steuerte er noch mal 55 Runs bei.
Sein letztes Half-Century über 73 Runs erzielte er im Dezember 2020 gegen Pakistan.
Im Mai 2021 verkündete er, dass er nach dem Ende der World Test Championship vom Cricket zurücktreten werde. In seinem letzten Spiel gegen Indien beim Finale der Weltmeisterschaft konnte er keine hohe Run-Zahl mehr erzielen, konnte jedoch nach dem Sieg den ersten Weltmeistertitel seine Landes feiern. Bei seinem Rücktritt war er der beste Wicket-Keeper den Neuseeland in seiner Geschichte hatte.

## Nach der aktiven Karriere
Nach seinem Rücktritt arbeitete er als Coach im nationalen neuseeländischen Cricket.